# Louisa Lippmann
Louisa Lippmann est une joueuse allemande de volley-ball née le 23 septembre 1994 à Herford. Elle mesure 1,89 m et joue au poste d'attaquante. Elle totalise 60 sélections en équipe d'Allemagne.

## Clubs
| Club                        | De        | À         |
| --------------------------- | --------- | --------- |
| PTSV Bielefeld              |           | 2009-2010 |
| USC Münster                 | 2010-2011 | 2013-2014 |
| Dresdner SC                 | 2014-2015 | 2015-2016 |
| Schweriner SC               | 2016-2017 | 2017-2018 |
| Azzurra Volley San Casciano | 2018-2019 | 2018-2019 |
| Shanghai Volleyball         | 2019-2020 | 2019-2020 |
| Schweriner SC               | jan 2020  | …         |

## Palmarès

### Équipe nationale
- Ligue européenne
  - Finaliste : 2014.

### Clubs
- Championnat d'Allemagne
  - Vainqueur : 2015, 2016, 2017, 2018.
- Coupe d'Allemagne
  - Vainqueur : 2016.
  - Finaliste : 2017.
- Supercoupe d'Allemagne
  - Vainqueur : 2017.
- Championnat de Chine
  - Finaliste : 2020.